# Benton County (Indiana)
Das Benton County ist ein County im US-amerikanischen Bundesstaat Indiana. Im Jahr 2010 hatte das County 8854 Einwohner und eine Bevölkerungsdichte von 8,4 Einwohnern pro Quadratkilometer. Der Verwaltungssitz (County Seat) ist Fowler.
Das Benton County ist Bestandteil der Metropolregion um die im südöstlich benachbarten Tippecanoe County gelegene Stadt Lafayette.

## Geografie
Das County liegt im Nordwesten von Indiana und grenzt im Westen an Illinois. Es hat eine Fläche von 1053 Quadratkilometern ohne nennenswerte Wasserfläche. An das Benton County grenzen folgende Nachbarcountys:
|                             | Newton County | Jasper County     |
| Iroquois County (Illinois)  |               | White County      |
| Vermilion County (Illinois) | Warren County | Tippecanoe County |

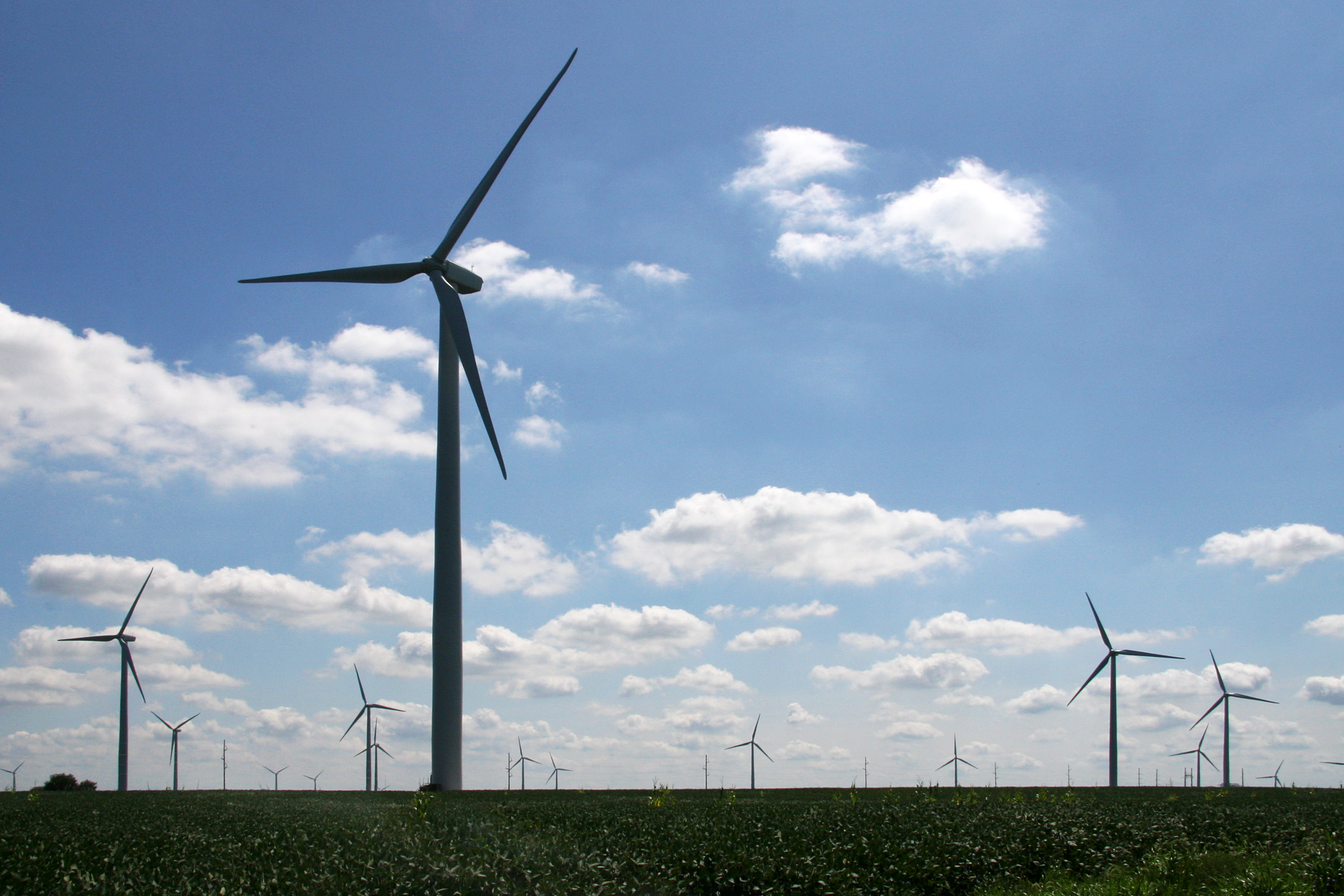
Windenergieanlage
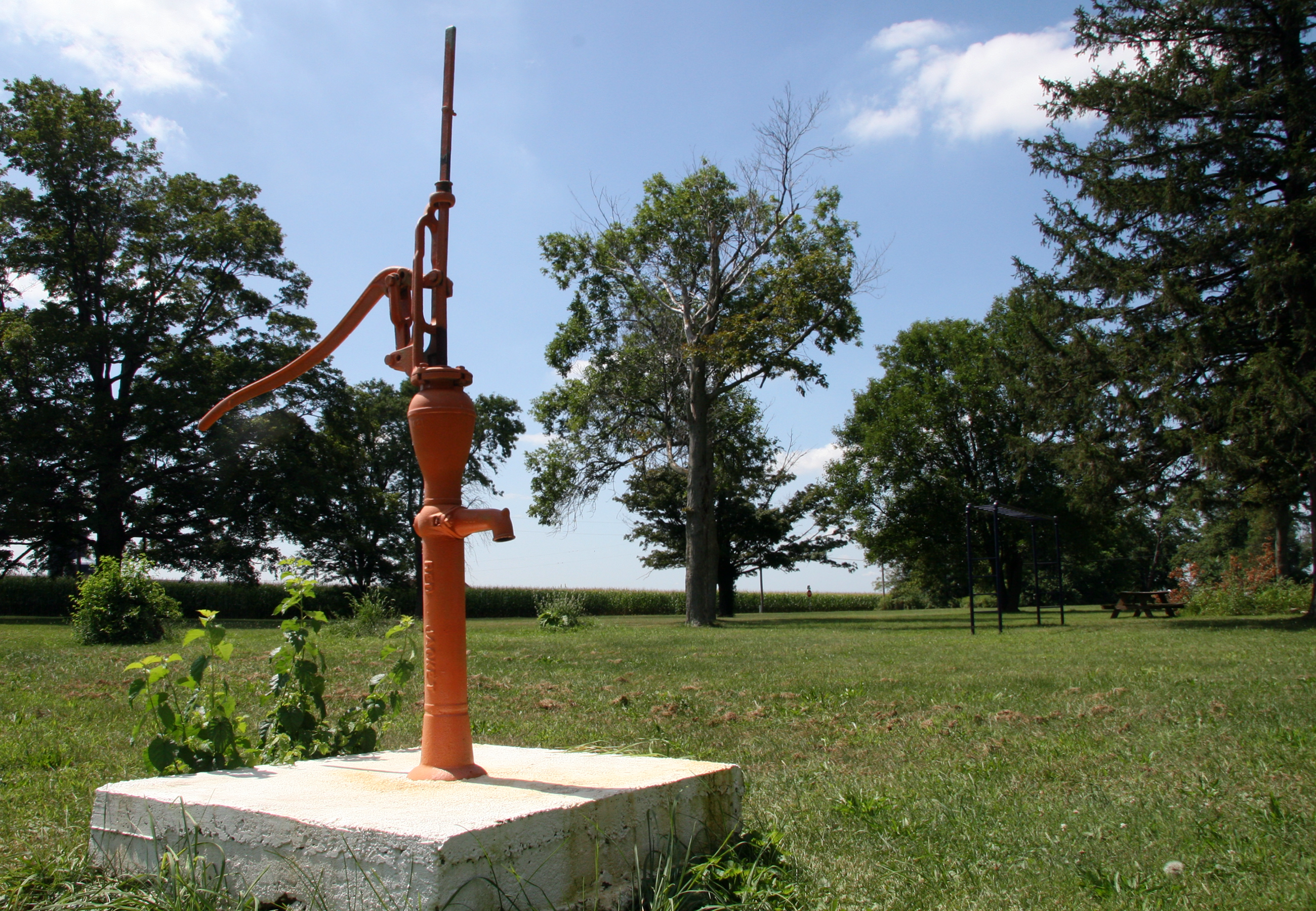
Freeland Park
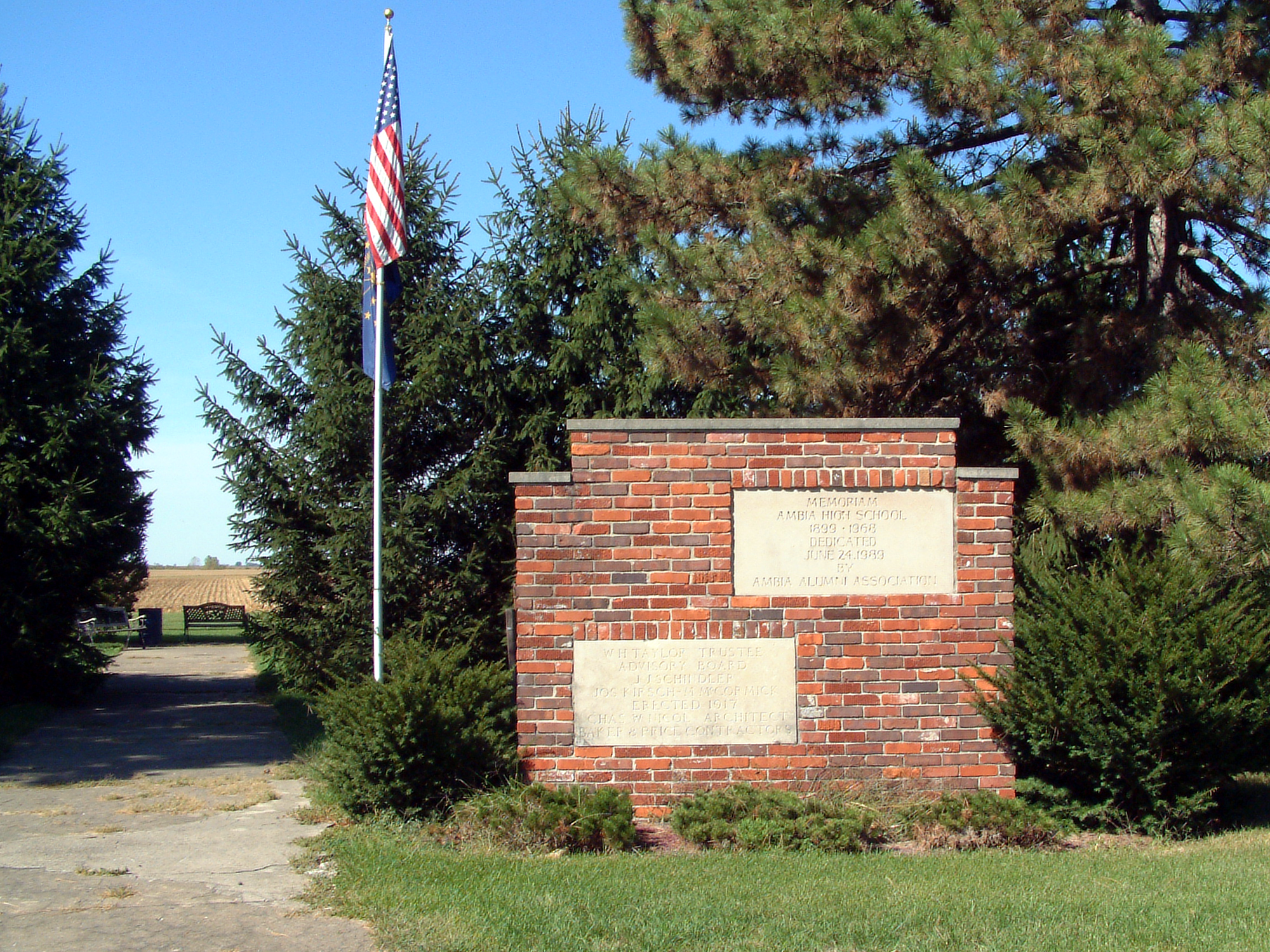
Indiana Park

## Geschichte

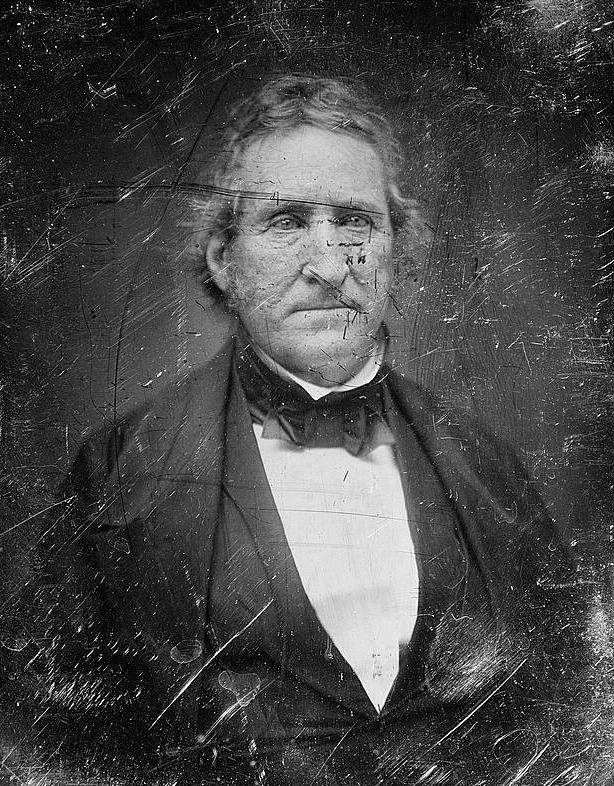
Thomas Hart Benton

Das Benton County wurde am 18. Februar 1840 aus Teilen des Jasper County gebildet. Benannt wurde es nach Thomas H. Benton (1782–1858), einem amerikanischen Politiker und US-Senator.

## Demografische Daten
Nach der Volkszählung im Jahr 2010 lebten im Benton County 8854 Menschen in 3581 Haushalten. Die Bevölkerungsdichte betrug 8,4 Einwohner pro Quadratkilometer. In den 3581 Haushalten lebten statistisch je 2,42 Personen.
Ethnisch betrachtet setzte sich die Bevölkerung zusammen aus 97,9 Prozent Weißen, 0,8 Prozent Afroamerikanern, 0,2 Prozent amerikanischen Ureinwohnern, 0,2 Prozent Asiaten sowie aus anderen ethnischen Gruppen; 0,8 Prozent stammten von zwei oder mehr Ethnien ab. Unabhängig von der ethnischen Zugehörigkeit waren 4,9 Prozent der Bevölkerung spanischer oder lateinamerikanischer Abstammung.
25,2 Prozent der Bevölkerung waren unter 18 Jahre alt, 59,2 Prozent waren zwischen 18 und 64 und 15,6 Prozent waren 65 Jahre oder älter. 50,4 Prozent der Bevölkerung war weiblich.

Das jährliche Durchschnittseinkommen eines Haushalts lag bei 47.240 USD. Das Pro-Kopf-Einkommen betrug 22.461 USD. 12,0 Prozent der Einwohner lebten unterhalb der Armutsgrenze.

## Ortschaften im Benton County
Towns
| - Ambia - Boswell - Earl Park | - Fowler - Otterbein1 - Oxford |

Unincorporated Communities
| - Atkinson - Barce - Chase - Dunn - Dunnington | - Fargo - Foresman - Free - Freeland Park - Gravel Hill | - Handy - Lochiel - Raub - Sheff - Swanington | - Talbot - Templeton - Wadena - Yeagers Curve |

1 – teilweise im Tippecanoe County

## Gliederung

Townships im Benton County

Das Benton County ist in elf Townships eingeteilt
| Township               | Einwohner (2010) | FIPS     |
| ---------------------- | ---------------- | -------- |
| Bolivar Township       | 1252             | 18-06328 |
| Center Township        | 2757             | 18-11224 |
| Gilboa Township        | 250              | 18-27630 |
| Grant Township         | 1056             | 18-28818 |
| Hickory Grove Township | 409              | 18-33358 |
| Oak Grove Township     | 1581             | 18-55620 |

| Township               | Einwohner (2010) | FIPS     |
| ---------------------- | ---------------- | -------- |
| Parish& Grove Township | 241              | 18-57942 |
| Pine Township          | 330              | 18-59886 |
| Richland Township      | 542              | 18-63990 |
| Union Township         | 255              | 18-77138 |
| York Township          | 181              | 18-85940 |
|                        |                  |          |